# Micro-Star International
Micro-Star International (MSI) är ett Taiwanesiskt elektronikföretag. År 2010 var MSI en av världens tre största tillverkare av moderkort och grafikkort.

## Historia
MSI startades i augusti 1986 i Taipei av 5 personer – Joseph Hsu, Jeans Huang, Frank Lin, Kenny Yu, och Henry Lu. I början tillverkade MSI främst moderkort och grafikkort men har senare börjat tillverka även andra datorrelaterade produkter.
MSI har även etablerat sig i Kina med en filial i Shenzhen som öppnades 2000, samt startat ett center för forskning och utveckling i Kunshan 2001. År 2005 producerade företaget 20,8 miljoner moderkort och 11,8 miljoner grafikkort. 2005 var försäljningen 2,4 miljarder dollar.